# John Burgoyne
John Burgoyne, britanski general, * 24. februar 1722, Sutton, Bedfordshire, Anglija, † 4. avgust 1792, London, Anglija.

## Življenjepis
John Burgoyne je obiskoval javno šolo v Bedfordshiru, pri petnajstih letih pa je vstopil v vojsko. Že od mladosti je bil znan po privlačnosti in lepem obnašanju, zaradi česar se ga je prijel vzdevek Gentleman Johnny. Leta 1743 se je na skrivaj poročil s hčerko Earla Edwarda Stanleya, kmalu za tem pa je moral zaradi dolgov prodati svoje imetje in se odpovedati službi v vojski ter za sedem let zapustiti državo ter z ženo oditi v Francijo. Leta 1756 je po posredovanju svojega tasta spet vstopil v vojsko in se še istega leta udeležil Sedemletne vojne. V letih 1758−1759 se je udeležil več napadov na francosko obalo, leta 1759 pa je postal poveljnik lahkega konjeniškega polka.
Po vojni, leta 1761, je bil izvoljen v spodnji dom parlamenta, kjer je postal znan kot oster kritik britanske imperialistične politike. Že naslednje leto se je kot brigadni general udeležil vojne na Portugalskem, kjer se je proslavil z zavzetjem mest Valencia d'Alcantara in Vila Velha. Po vojni se je spet posvetil politiki, kjer je ostal do izbruha ameriške vojne za neodvisnost.
Leta 1772 je postal generalmajor, na tem položaju pa se je leta 1775 udeležil Bitke pri Bunker Hillu in se po njej vrnil v London. Že naslednje leto je sodeloval z Guyem Carletonom pri napadu na New York, po bitki pa je zgrožen napadel Carletona in ga ozmerjal z nesposobnežem. Kralj Jurij III. ga je zato leta 1777 namesto Carletona postavil na čelo okrepitvenih enot, ki naj bi posredovale z ozemlja Kanade in pomagale premagati ameriško vojsko. 
S 7.000 vojaki je junija 1777 Burgoyne najprej ponovno zasedel Crown Point ter 6. julija istega leta še Fort Ticonderoga. Za to dejanje je bil povišan v generalporočnika. Tej bitki je sledil odločilen poraz njegovih enot v Bitki pri Saratogi, kjer se je moral Burgoyne s svojo vojsko predati. 
Po vrnitvi v Anglijo je bil tarča ostrih kritik, zaradi česar se je leta 1783, po tem, ko je za kratek čas spet vstopil v politiko, umaknil iz javnega življenja. Posvetil se je pisanju in ustvarjanju dramskih del, kar je počel do svoje smrti, leta 1792. Pokopan je v Westminstrski opatiji. Eden od njegovih mnogih otrok je kasnejši britanski feldmaršal John Fox Burgoyne.